# ブルロープ・マッチ
ブルロープマッチは、プロレスにおける試合形式の一つ。
内容は両選手の片手を荒縄（ブルロープ）で繋いだ状態で試合をする。ロープの中央にはカウベル（鐘）が付いており、当然凶器としても使用可。なおロープで繋がれているため使用できる技が限られている。